# Adenski pokolj
Adenski pokolj bio je teroristički napad i masovno ubojstvo šesnaestero kršćana u jemenskom gradu Adenu koji su početkom ožujka 2016. izvršili pripadnici Islamske države napadom vatrenim oružjem na starački dom koji su vodile četiri katoličke redovnice Misionarke ljubavi, također ubijene u napadu te indijski svećenik Tom Ozhonaniel, koji je tom prilikom otet. Identiteti četvorice napadača džihadista ostali su nepoznati.
Od šesnaestero ubijenih, sedmero su bili jemenski, petero etiopski, dvoje ruandski uz po jednog indijskog i kenijskog državljanina.